# Alois Zucker
Alois Zucker (4. července 1842 Čkyně – 1. října 1906 Praha) byl rakouský právník, vysokoškolský profesor a politik z Čech, ve 2. polovině 19. století poslanec Říšské rady.

## Biografie
Pocházel z židovské rodiny ze Čkyně. Hlásil se k české národnosti.
Roku 1867 vystudoval práva na Karlo-Ferdinandově univerzitě v Praze, kde se roku 1870 habilitoval. Předtím působil jako advokát a rychle si získal renomé jako právní zástupce v trestních věcech. V roce 1874 byl jmenován mimořádným a roku 1881 řádným profesorem trestního práva na této škole. V roce 1885 a 1897 byl děkanem Právnické fakulty Univerzity Karlovy, v roce 1883, 1884, 1886 a 1898 proděkanem. Patřil mezi odborníky na kriminologii. Publikoval ve světovém odborném tisku. Napsal řadu odborných studií. Odmítal trest smrti. Byl také členem Královské české společnosti nauk a České akademie.
Působil i jako poslanec Říšské rady (celostátního parlamentu Předlitavska), kam usedl ve volbách roku 1885 za kurii městskou v Čechách, obvod Litomyšl, Polička atd. Ve volebním období 1885–1891 se uvádí jako Dr. Alois Zucker, c. k. univerzitní profesor, bytem Praha.
Na Říšské radě se přidal k Českému klubu, který od konce 70. let sdružoval staročechy, mladočechy, českou konzervativní šlechtu a moravské národní poslance. Sám patřil mezi staročechy. Neúspěšně navrhl nový trestní zákoník.
Zemřel náhle v říjnu 1906 na Zlíchově u Prahy, kam si vyjel na výlet lodí. Když se blížil ke konci své procházky, stihla ho u přístaviště parníků nevolnost. Pověřil ještě kolemjdoucího, ať vyřídí manželce, aby pro něj poslala rodinného lékaře. Brzy ovšem zemřel. V posledních letech trpěl plicní nemocí, která ale byla lékaři stabilizována. Příčinou úmrtí byl astmatický záchvat.
Pohřben byl na Novém židovském hřbitově na Olšanech.
S manželkou Franziskou (1849–1916) měl jedinou dceru Kamilu (1972–1942), která zemřela v terezínském ghettu během holokaustu.